# Perales Airport
Perales Airport är en flygplats i Colombia.   Den ligger i departementet Tolima, i den centrala delen av landet, 120 km väster om huvudstaden Bogotá. Perales Airport ligger 914 meter över havet.
Terrängen runt Perales Airport är varierad. Runt Perales Airport är det tätbefolkat, med 397 invånare per kvadratkilometer. Närmaste större samhälle är Ibagué, 11,1 km väster om Perales Airport. Omgivningarna runt Perales Airport är en mosaik av jordbruksmark och naturlig växtlighet.